# Läufelfingen
Läufelfingen ist eine politische Gemeinde im Bezirk Sissach des Kantons Basel-Landschaft in der Schweiz.

## Geographie

Historisches Luftbild von Werner Friedli (1953)

Läufelfingen liegt zuoberst im Homburgertal, eingebettet in die Hügelketten des Baselbieter Juras, am Fuss des Unteren Hauensteinpasses an der Grenze zum Kanton Solothurn. Es ist 10 km von Olten, 17 km von Liestal und 35 km von Basel entfernt. Es liegt an der Bahnlinie Sissach–Olten, der S9 der Regio-S-Bahn Basel, auch unter dem Namen Läufelfingerli bekannt. Die SBB-Station liegt auf 556 m ü. M., der höchstgelegene Punkt des Gemeindegebiets befindet sich bei der Schmutzbergfluh (980 m) und der tiefstgelegene am Homburgerbach an der Grenze zum Nachbardorf Buckten. Läufelfingen liegt inmitten des Naherholungs- und Wandergebiets Wisenberg-Bad Ramsach-Belchenflue. Die Gemeinde grenzt im Nordwesten an Känerkinden, im Norden an Buckten und im Nordosten an Häfelfingen, im Osten an Wisen (SO), im Süden an Hauenstein-Ifenthal (SO), im Südwesten an Eptingen und im Westen an Diegten.

## Geschichte

### Mittelalter und frühe Neuzeit
Leinvolvingen wurde erstmals 1226 urkundlich erwähnt. Das Dorf ist aber um einiges älter. Der Ortsname mit der Endung ‑ingen weist auf die Zeit der ersten alamannischen Ansiedlungen, die südlich des Rheins vom 7. Jahrhundert an entstanden. 2002 wurden bei Bauarbeiten im Keller des Läufelfinger Pfarrhauses Überreste eines frühmittelalterlichen Friedhofs gefunden, ebenso Trümmer aus römischer Zeit. Somit ist anzunehmen, dass ungefähr im 8. Jahrhundert eine erste Kirche mit Friedhof im Ruinenfeld eines verlassenen römischen Gutshofes errichtet wurde. Das dazugehörige frühmittelalterliche Dorf wurde aber nicht neben der Kirche, sondern unten im Talgrund errichtet.
Davon, dass die Gegend um den Unteren Hauenstein bereits zur Römerzeit begangen wurde, zeugen verschiedene Bodenfunde (z. B. Münzen) und Flurnamen. Spuren von Karrengleisen im Bachbett des Homburgerbachs (unterhalb der Schreinerei am nördlichen Dorfende) und an der Alten Hauensteinstrasse (im Wald kurz vor der Passhöhe) zeigen, dass der Passverkehr am Unteren Hauenstein uralt ist. Ob allerdings die Karrengleise aus römischer Zeit stammen oder aus dem Mittelalter, ist unter Historikern umstritten.
Im Hochmittelalter gehörte das Dorf den Herren von Frohburg. Diese residierten auf der im 10. Jahrhundert erbauten, ab dem 14. Jahrhundert zerfallenden, heute vom Dorf Hauenstein aus mit dem Auto zu erreichenden Frohburg oberhalb von Trimbach. Ein Frohburger Spross, Graf Hermann IV., liess 1240 an der engsten Stelle des Tals zwischen Buckten und Läufelfingen eine neue Burg bauen – zur Überwachung des aufblühenden Nord-Süd-Handelsverkehrs von Basel über den Unteren Hauenstein Richtung Gotthard und Italien. Graf Hermann nannte die neu erbaute Burg Neu-Homberg, zu Ehren seiner Gattin, die die Erbtochter des Grafen von (Alt-)Homberg im aargauischen Fricktal war. 60 Jahre später verkaufte Graf Hermanns Enkel – er hiess ebenfalls Hermann und war in Geldnöten – die Burg samt den dazugehörigen Dörfern, also auch Läufelfingen, an den Bischof von Basel. Auch dieser kam aber in Geldnot, und so kaufte um 1400 die Stadt Basel die Herrschaftsrechte über das Homburgertal und somit auch über Läufelfingen.
Bei den Bauernunruhen von 1653, in denen sich die Landbevölkerung gegen immer drückendere Lasten und Auflagen von Seiten der städtischen Obrigkeit empörte, tat sich Uli Gysin vom Hof Halden in Läufelfingen als Wortführer hervor. Er wurde am 14. Juli 1653 zusammen mit sechs anderen Volksvertretern, allesamt Familienväter und ehrbare Bürger ihrer Gemeinden, in Basel hingerichtet. Die Herrschaft der Stadt Basel dauerte bis 1832, als Läufelfingen eine souveräne Gemeinde des neu gegründeten Kantons Basel-Landschaft wurde.

### Neuere Geschichte
Von 1827 bis 1830 wurde die neue Passstrasse über den Hauenstein gebaut, die mit ihren weit ausladenden Kehren die alte Strasse ablöste, die holperig, steil und zum Teil innerhalb der Bachbetten verlaufen war. Bald brach das Eisenbahnzeitalter an und machte dem Passverkehr Konkurrenz. 1858 wurde der Hauenstein-Scheiteltunnel der Centralbahn-Strecke von Basel nach Olten eröffnet. Dieser Tunnel zwischen Läufelfingen und Trimbach war damals mit seinen 2495 Metern der längste Tunnel Europas. Während des Tunnelbaus kam es zu einer Brandkatastrophe, die 63 Arbeitern das Leben kostete.
Dank dem Bahnanschluss entwickelten sich in Läufelfingen Industrie und Gewerbe. Am bedeutendsten wurden Abbau und Verarbeitung von Gips (Gips-Union, bis 1981) sowie Zementwaren und andere Baumaterialien (Gebr. Kohler, bis 2010). Der örtliche Kultur- und Museumsverein plant, die sog. Sandmühle beim Steinbruch an der Hauensteinstrasse zu einem Museum auszubauen, das die Industriegeschichte des Dorfes dokumentiert.

## Wappen
Die Gemeinde übernahm im 20. Jahrhundert das Wappen der ehemaligen Grafen von Homburg: zwei auf goldenem Grund übereinander schwebende schwarze Adler mit roten Fängen und Schnäbeln.

## Bevölkerung
- Ausländeranteil: 15,3 %.
- Religion: 36,52 % reformiert, 15,34 % römisch-katholisch (Stand: 31. Dezember 2024)[5]

## Politik
Der Gemeinderat (Exekutive) besteht aus fünf Stimmberechtigten. Gemeindepräsident (2024–2028) ist Michael Dinter (parteilos, Stand 2025).
Bei den Schweizer Parlamentswahlen 2023 betrugen die Wähleranteile in Läufelfingen: SVP 41,0 % (2019 35,3 %), SP 24,8 % (22,4 %), Grüne 9,9 % (21,3 %), FDP 9,1 % (9,9 %), glp 6,9 % (3,5 %), Mitte 5,6 % (4,8 %), EVP 1,5 % (2,3 %), EDU 0,4 % (–).

## Verkehr
Aufgrund des geringen Kostendeckungsgrades des Läufelfingerlis wurde mehrfach eine Umstellung auf Busbetrieb in Erwägung gezogen, so auch 2005. Nach massiven Protesten gegen einen entsprechenden Regierungsbeschluss entschied sich jedoch das Baselbieter Parlament (der Landrat) im November 2006 mit grossem Mehr für eine Weiterführung des Bahnbetriebs. 2008 bewilligte der Landrat den Ausbau der Haltestellen entlang der S9 nach zeitgemässem S-Bahn-Standard (2010 ausgeführt).
2011 schlug die Regierung vor, den Fahrplan der S9 aus Spargründen um einen Drittel auszudünnen, also nicht mehr den Stundentakt zu gewährleisten. Nach wiederum heftigen Reaktionen lehnte der Landrat im Mai 2012 diese Sparmassnahme ab. In der Referendumsabstimmung vom 26. November 2017 wurde diese Überlegung ohnehin verworfen: Rund 65 Prozent der Stimmbevölkerung sagten «Nein» zur Stilllegung des «Läufelfingerli».

## Sagen
Eine Sage behauptet, dass man bei Läufelfingen manchmal auf dem Zug eine weisse Frau – das Tunnelgespenst – mitfahren sehen könne.
Eine andere Geschichte erzählt von den Seelen der verstorbenen Tunnelarbeiter, die man schreien höre, wenn der Hauensteiner-Wind heftig blase.

## Sehenswürdigkeiten
- St. Peter und Paul: Die mittelalterliche Kirche beherbergt drei moderne Bleiglasfenster von Walter Eglin und bildet zusammen mit Pfarr- und Sigristenhaus ein Ensemble oberhalb des Dorfkerns.
- Die restaurierte Ruine Homburg.
- Tierfriedhof am Wisenberg: Der erste Tierfriedhof der Schweiz (2001 gegründet), im Grünen auf dem Gelände einer ehemaligen Gipsfabrik gelegen.

## Persönlichkeiten
- Bruno Balscheit (1910–1993), reformierter Gemeindepfarrer und Hochschullehrer an der Universität Basel
- Karl Flubacher (1921–1992), Bauunternehmer, Schweizer Politiker, Nationalrat von 1967 bis 1987

## Bilder

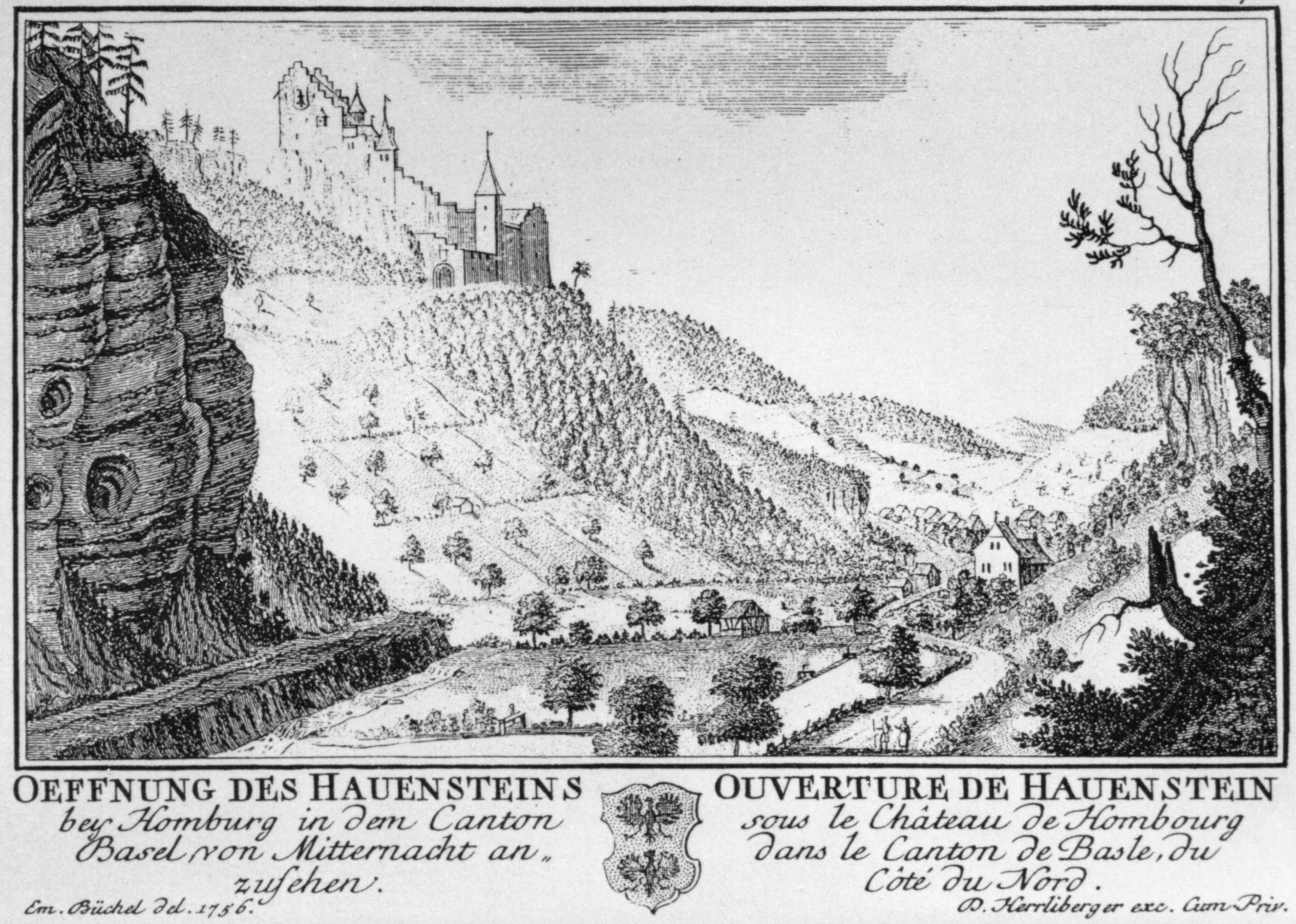
Stich aus dem Jahr 1756 von David Herrliberger
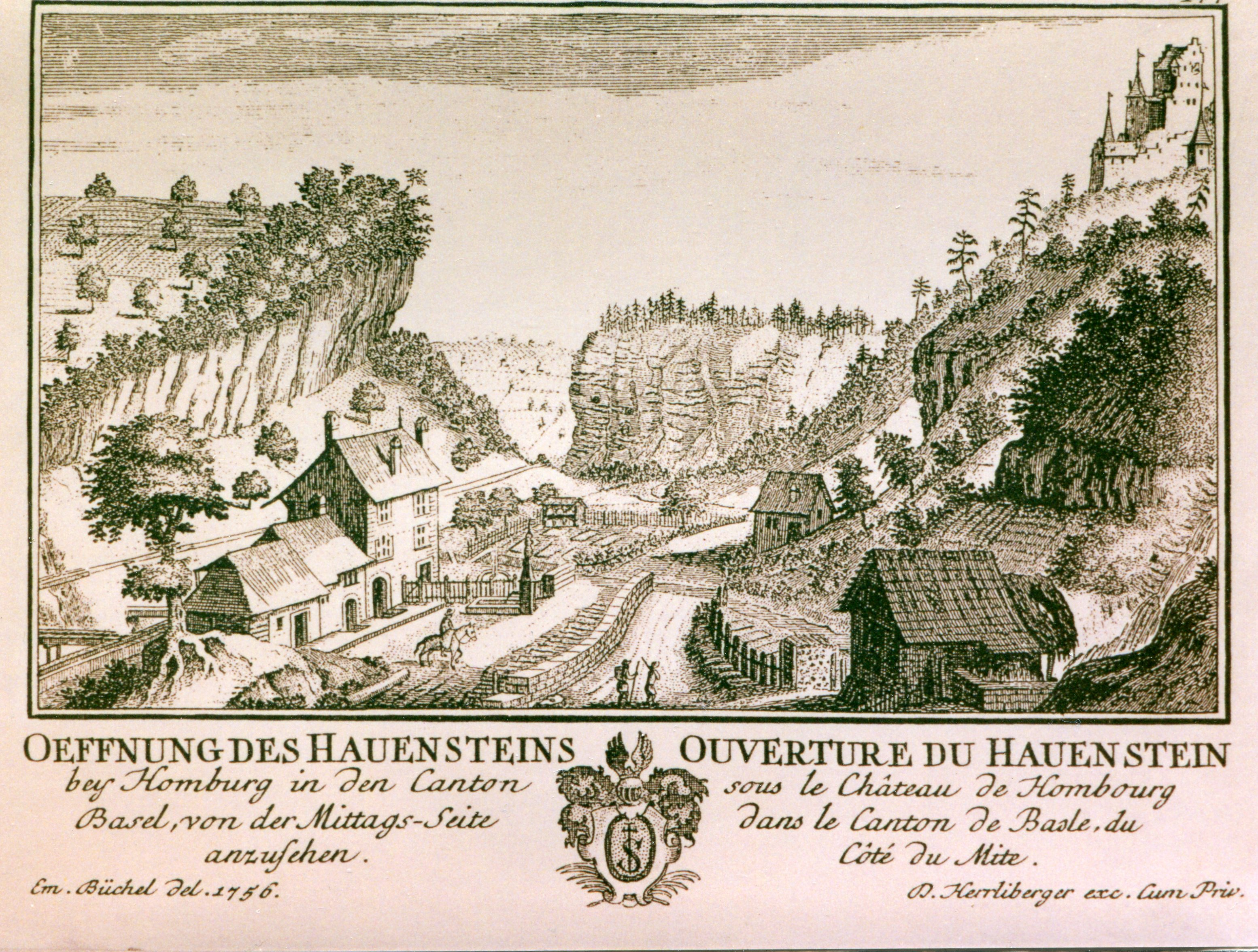
Stich aus dem Jahr 1756 von David Herrliberger
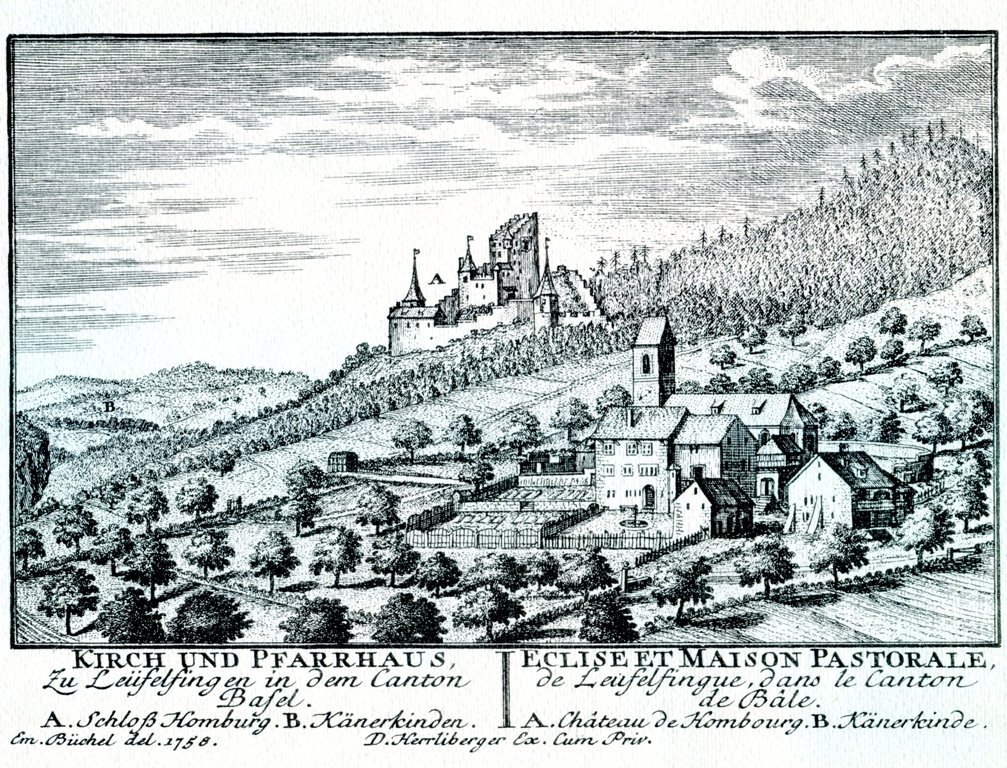
Stich aus dem Jahr 1758 von David Herrliberger
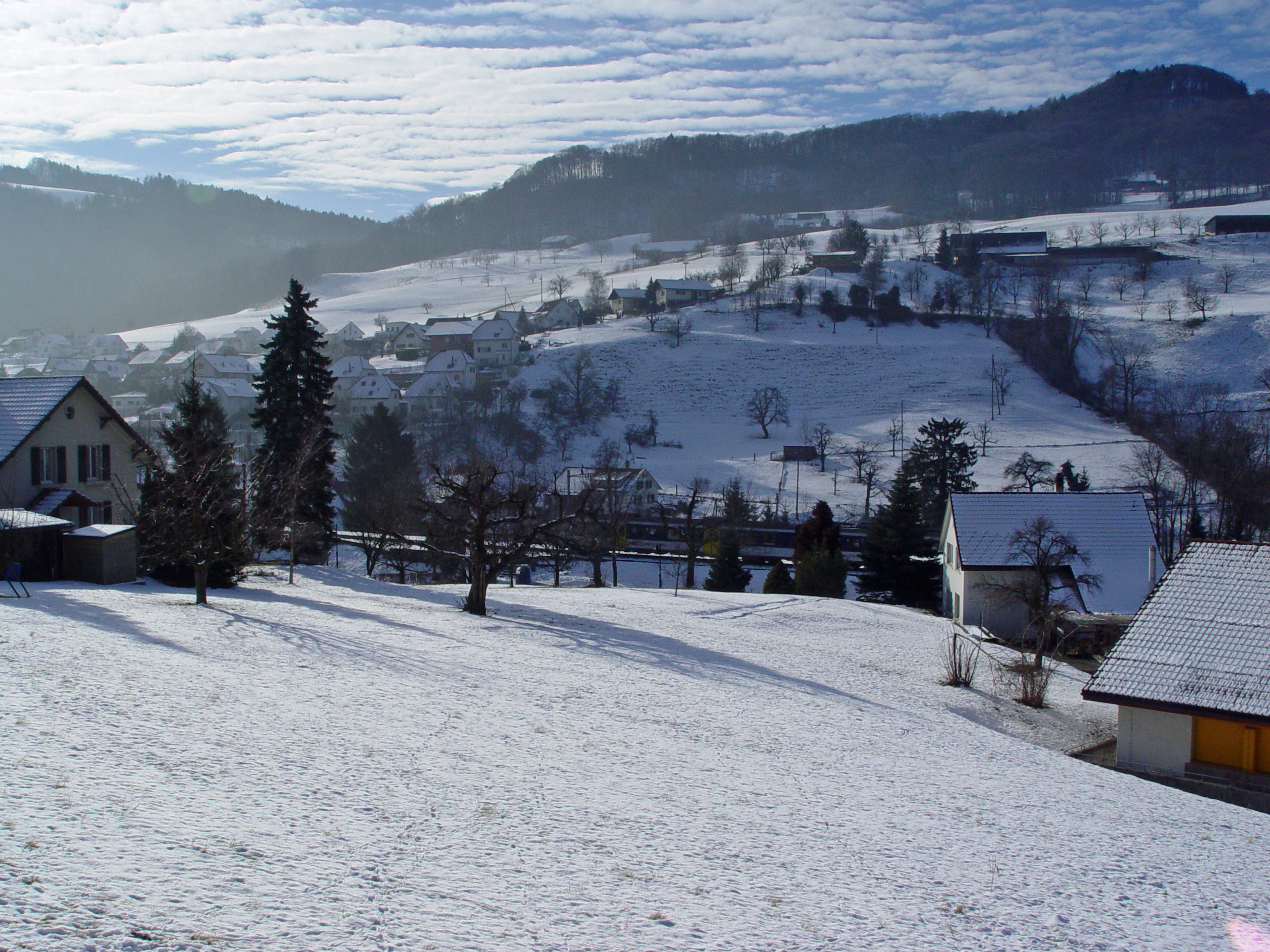
Läufelfingen im Winter
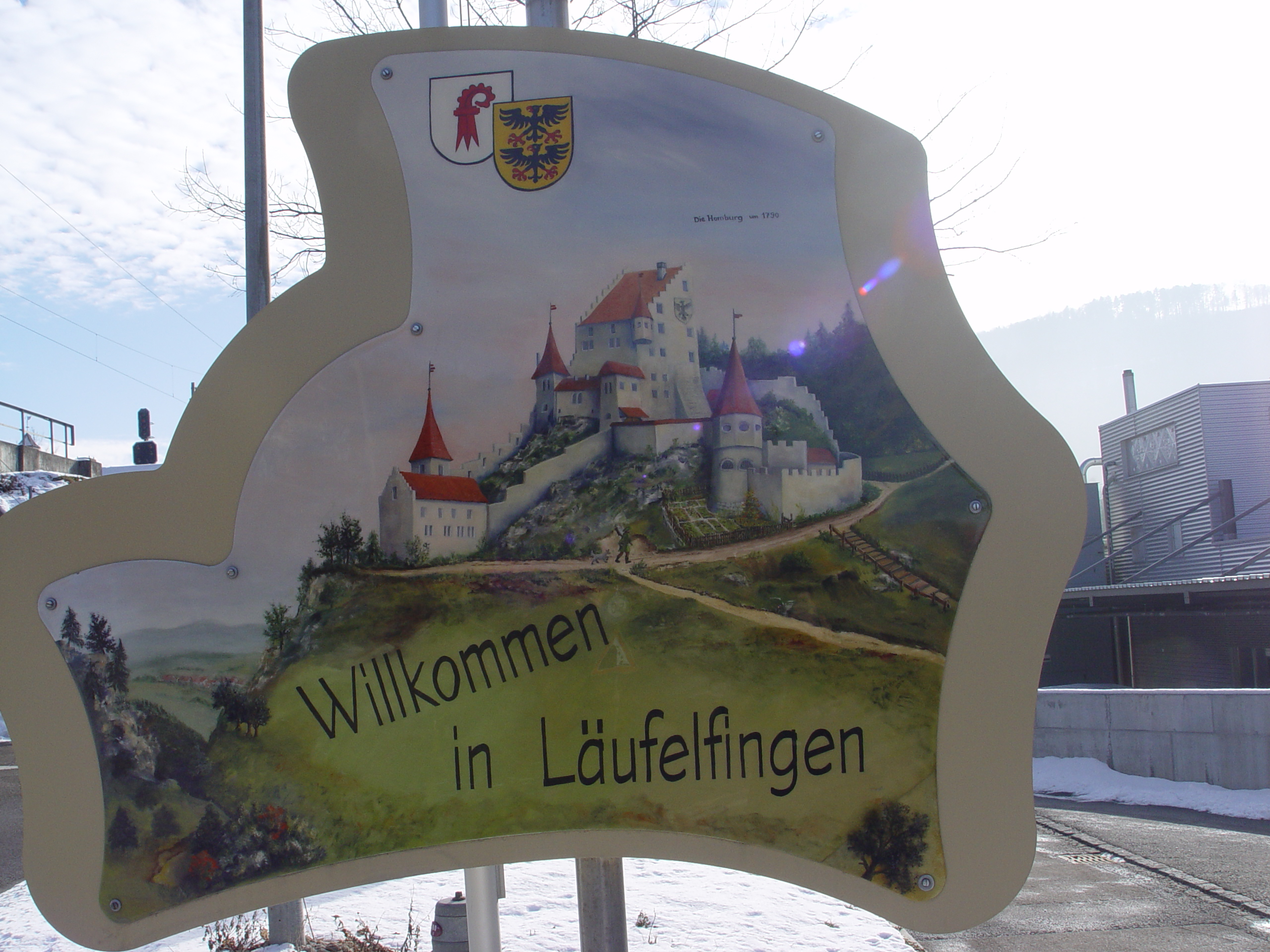
Strassenschild vor Einfahrt nach Läufelfingen
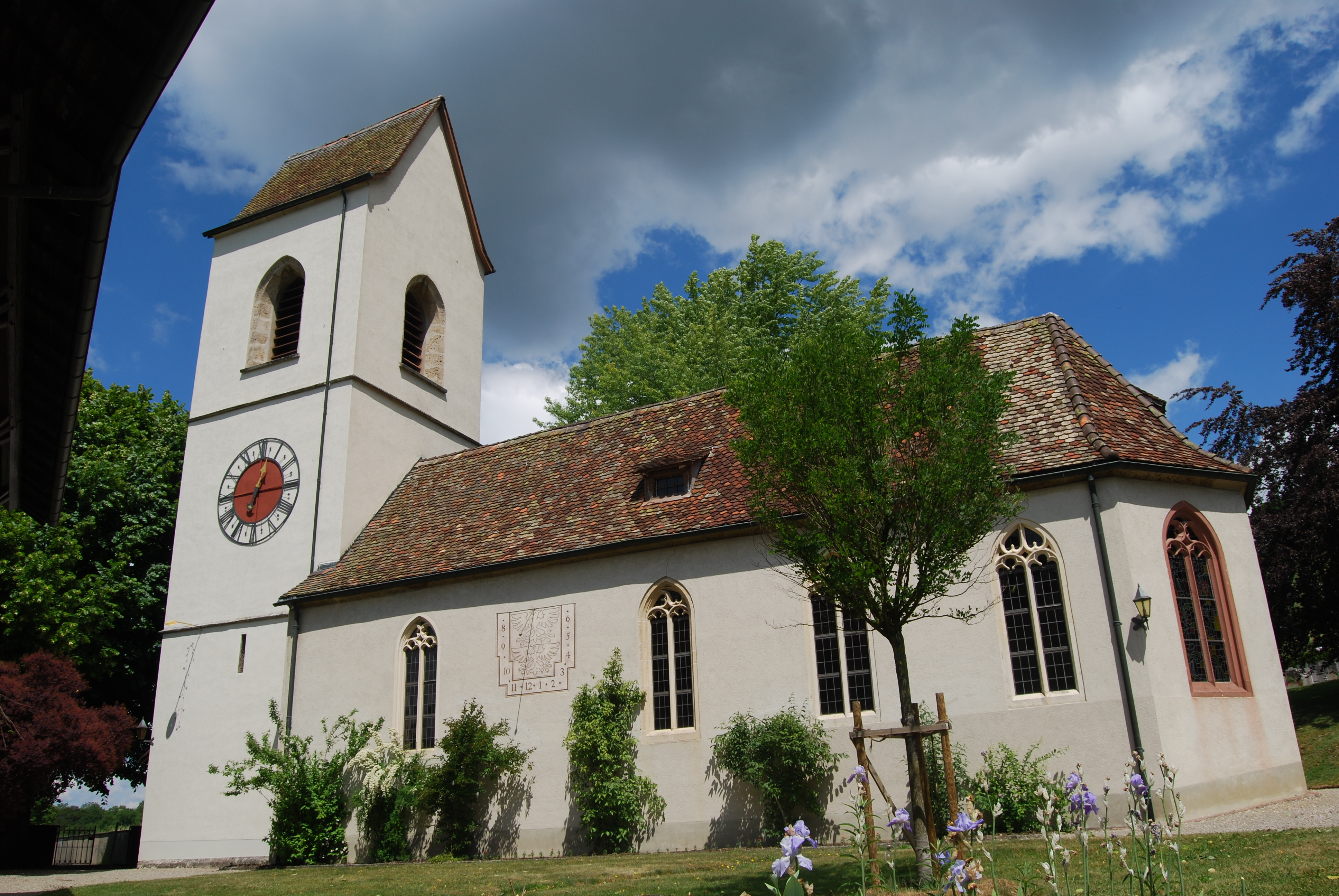
Reformierte Kirche von Läufelfingen
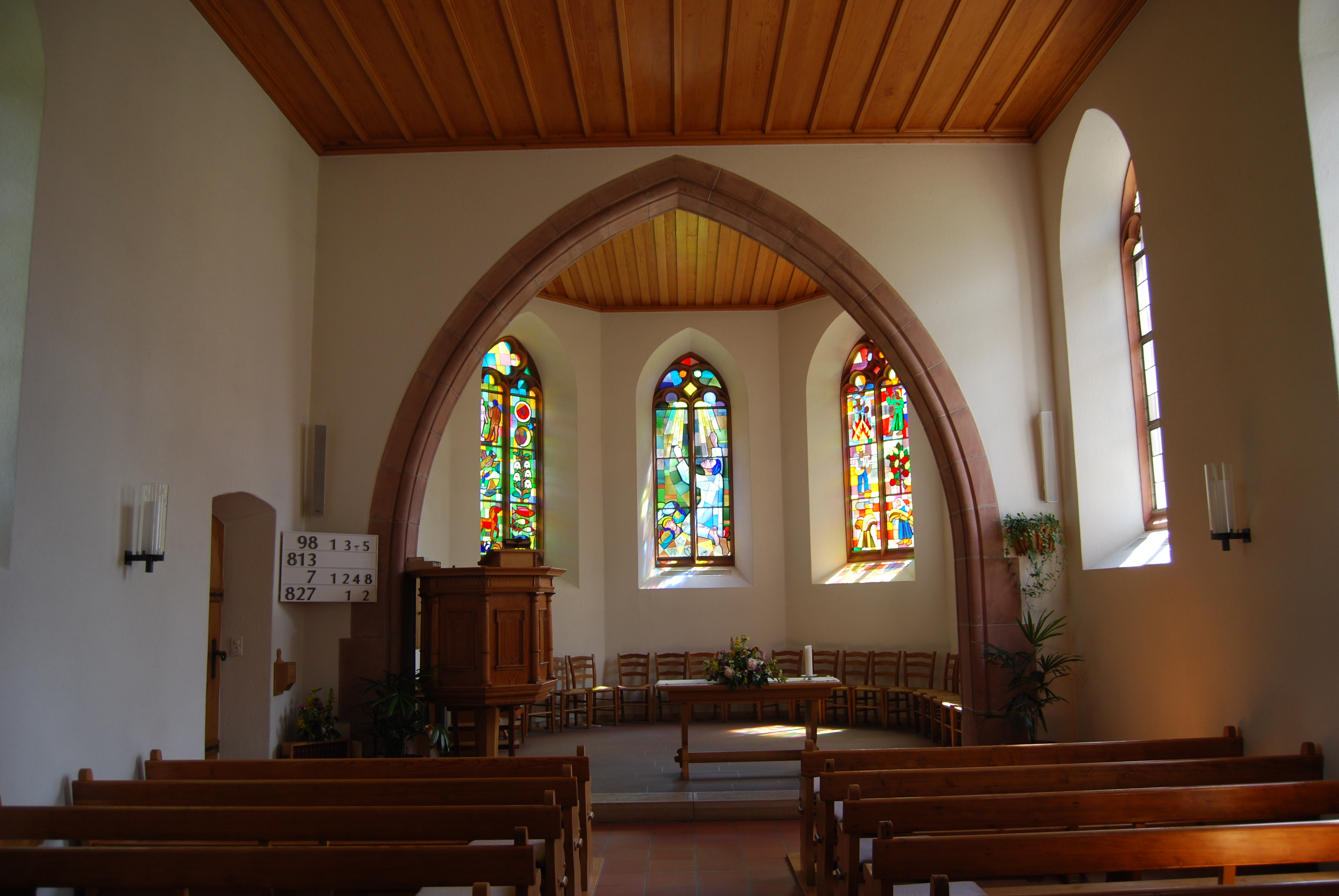
Kirchenfenster von Walter Eglin
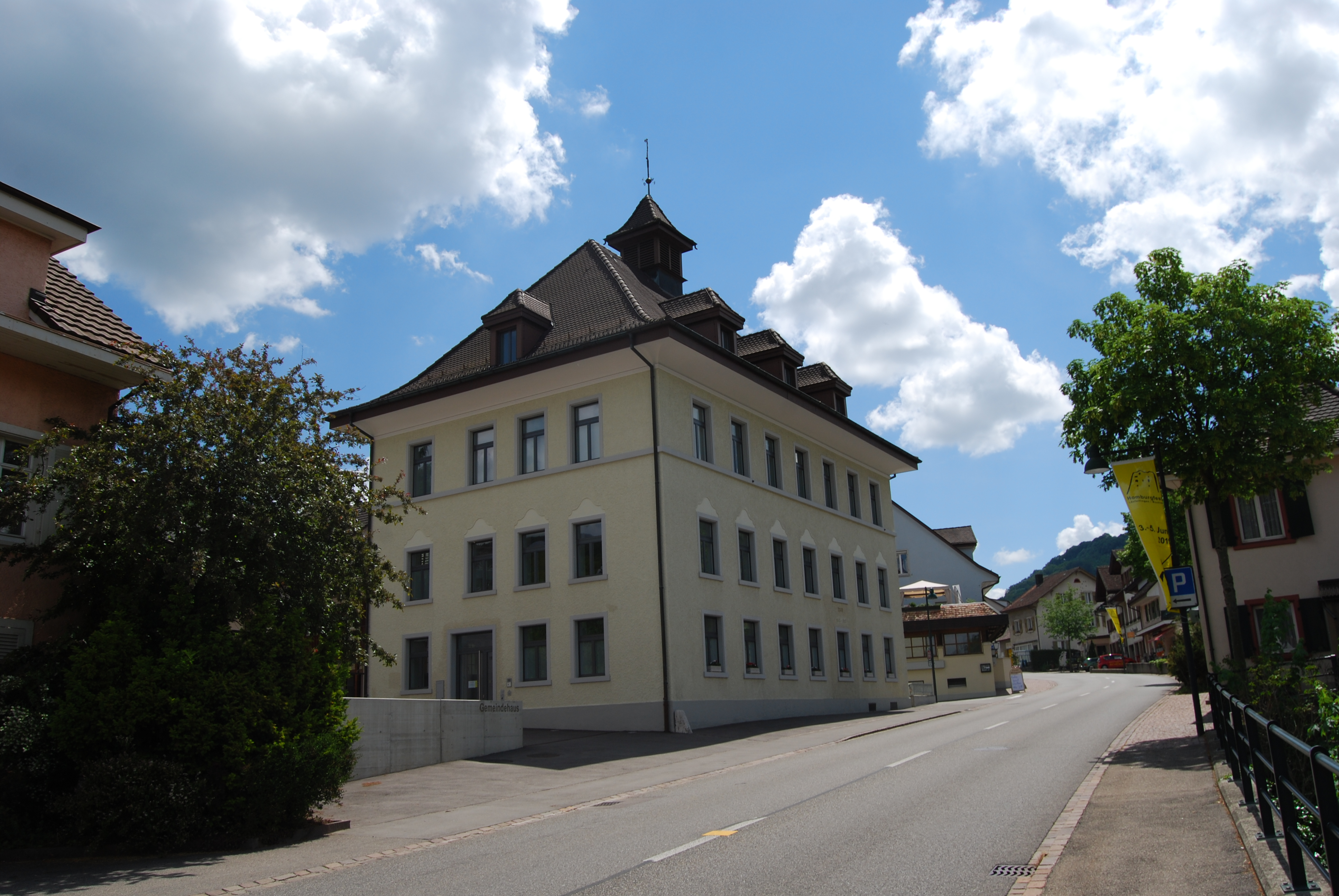
Gemeindehaus
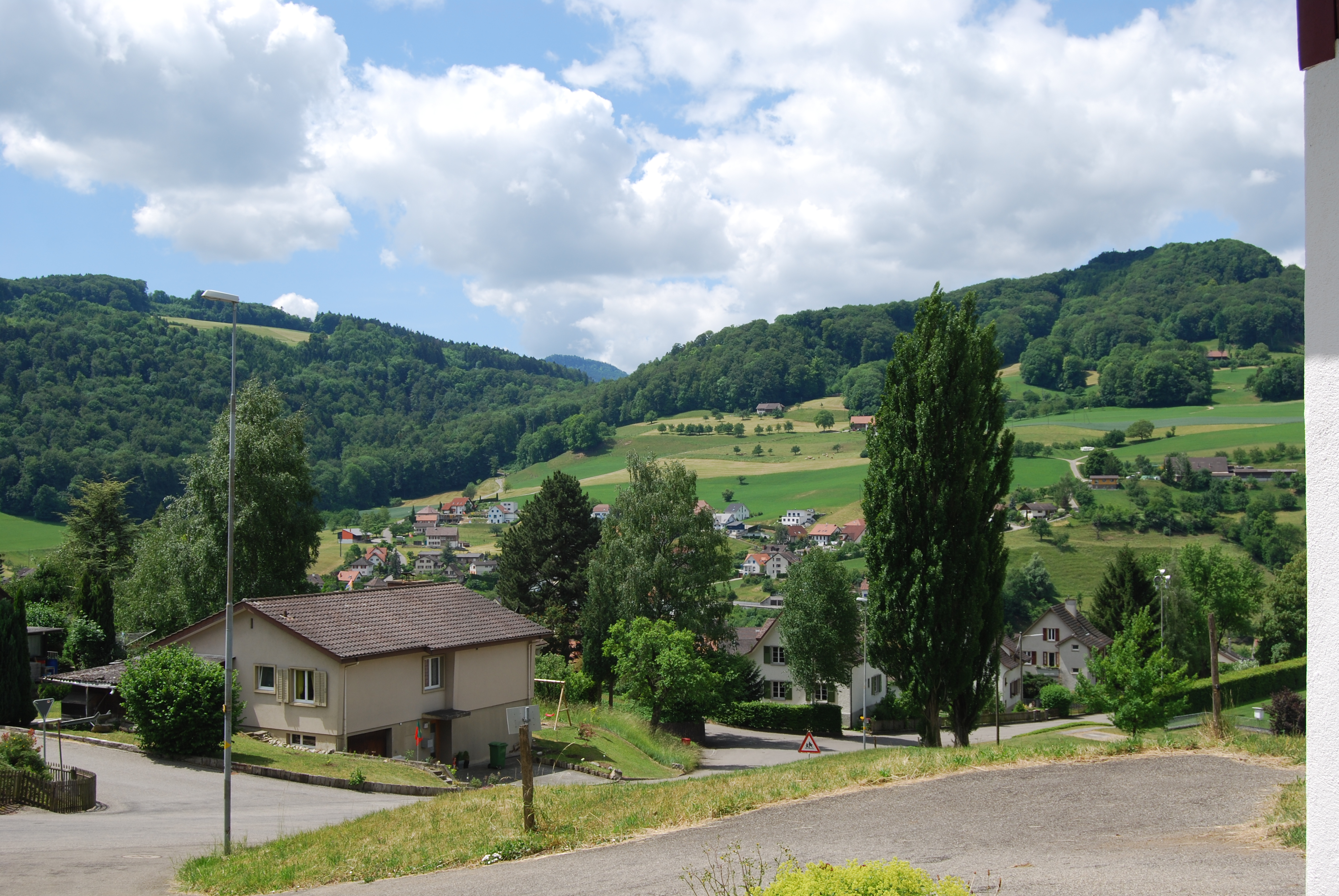
Blick auf das Dorf von der Kirche aus